# Jens Toornstra
Jens Toornstra (Alphen aan den Rijn, 4 aprile 1989) è un calciatore olandese, centrocampista dello Sparta Rotterdam.

## Carriera

### Club
Debutta il 4 dicembre 2009 nel pareggio esterno 1-1 contro il Roda JC. Il 10 novembre 2012 nel 2-2 contro l'AZ Alkmaar raggiunge quota 100 partite in Eredivisie. Nel mercato invernale del 2013 passa all'Utrecht per 950.000 euro. Segna il suo primo gol all'esordio in campionato, il 3 febbraio nella vittoria esterna per 2-4 contro il Twente. Conclude la stagione con 5 gol messi a segno in 12 partite di campionato, 7 reti in 16 incontri contando anche i play-off per l'Europa League. Nella stagione seguente segna ben 12 gol in 34 partite di campionato per poi essere ceduto ad agosto al Feyenoord per 3,5 milioni di euro. Qui nel 2016/2017 migliora il proprio score segnando 14 reti per la vittoria finale del campionato; sempre con il club di Rotterdam ha modo di vincere anche la Supercoppa e due volte la Coppa d'Olanda.

### Nazionale
Ha giocato nella nazionale olandese Under-21.
Tra il 2013 ed il 2017 ha giocato in totale 4 partite con la nazionale maggiore olandese.

## Statistiche
Statistiche aggiornate al 12 maggio 2023
| Stagione            | Squadra             | Campionato          | Campionato | Campionato | Coppe nazionali | Coppe nazionali | Coppe nazionali | Coppe continentali | Coppe continentali | Coppe continentali | Altre coppe | Altre coppe | Altre coppe | Totale | Totale |
| Stagione            | Squadra             | Comp                | Pres       | Reti       | Comp            | Pres            | Reti            | Comp               | Pres               | Reti               | Comp        | Pres        | Reti        | Pres   | Reti   |
| ------------------- | ------------------- | ------------------- | ---------- | ---------- | --------------- | --------------- | --------------- | ------------------ | ------------------ | ------------------ | ----------- | ----------- | ----------- | ------ | ------ |
| 2009-2010           | ADO Den Haag        | ED                  | 18         | 0          | CO              | 0               | 0               | -                  | -                  | -                  | -           | -           | -           | 18     | 0      |
| 2010-2011           | ADO Den Haag        | ED                  | 34+4       | 3+3        | CO              | 2               | 0               | -                  | -                  | -                  | -           | -           | -           | 40     | 6      |
| 2011-2012           | ADO Den Haag        | ED                  | 32         | 3          | CO              | 2               | 1               | UEL                | 4                  | 1                  | -           | -           | -           | 38     | 5      |
| 2012-gen.2013       | ADO Den Haag        | ED                  | 20         | 5          | CO              | 2               | 1               | -                  | -                  | -                  | -           | -           | -           | 22     | 6      |
| Totale ADO Den Haag | Totale ADO Den Haag | Totale ADO Den Haag | 104+4      | 11+3       |                 | 6               | 2               |                    | 4                  | 1                  |             |             |             | 118    | 17     |
| gen-giu.2013        | Utrecht             | ED                  | 12+4       | 5+2        | CO              | 0               | 0               | -                  | -                  | -                  | -           | -           | -           | 16     | 7      |
| 2013-2014           | Utrecht             | ED                  | 34         | 12         | CO              | 4               | 3               | UEL                | 2                  | 0                  | -           | -           | -           | 40     | 15     |
| lug.-ago.2014       | Utrecht             | ED                  | 2          | 1          | CO              | -               | -               | -                  | -                  | -                  | -           | -           | -           | 2      | 1      |
| ago.2014-2015       | Feyenoord           | ED                  | 29+2       | 7+0        | CO              | 1               | 0               | UEL                | 8                  | 3                  | -           | -           | -           | 40     | 10     |
| 2015-2016           | Feyenoord           | ED                  | 21         | 2          | CO              | 3               | 0               | -                  | -                  | -                  | -           | -           | -           | 24     | 2      |
| 2016-2017           | Feyenoord           | ED                  | 34         | 14         | CO              | 3               | 1               | UEL                | 6                  | 0                  | SO          | 1           | 0           | 44     | 15     |
| 2017-2018           | Feyenoord           | ED                  | 32         | 8          | CO              | 6               | 1               | UCL                | 5                  | 0                  | SO          | 1           | 1           | 44     | 10     |
| 2018-2019           | Feyenoord           | ED                  | 32         | 8          | CO              | 3               | 0               | UEL                | 2                  | 0                  | SO          | 1           | 0           | 38     | 8      |
| 2019-2020           | Feyenoord           | ED                  | 21         | 5          | CO              | 4               | 0               | UEL                | 6                  | 2                  | -           | -           | -           | 32     | 7      |
| 2020-2021           | Feyenoord           | ED                  | 31+2       | 8          | CO              | 2               | 0               | UEL                | 6                  | 0                  | -           | -           | -           | 41     | 8      |
| 2021-2022           | Feyenoord           | ED                  | 31         | 3          | CO              | 1               | 0               | UECL               | 16                 | 2                  | -           | -           | -           | 48     | 5      |
| lug.-ago.2022       | Feyenoord           | ED                  | 3          | 0          | CO              | -               | -               | -                  | -                  | -                  | -           | -           | -           | 48     | 5      |
| Totale Feyenoord    | Totale Feyenoord    | Totale Feyenoord    | 234+4      | 55         |                 | 23              | 2               |                    | 49                 | 7                  |             | 3           | 1           | 313    | 65     |
| ago.2022-2023       | Utrecht             | ED                  | 30         | 1          | CO              | 3               | 1               | -                  | -                  | -                  | -           | -           | -           | 33     | 2      |
| 2023-2024           | Utrecht             | E                   | 7          | 1          | CO              | 0               | 0               | -                  | -                  | -                  | -           | -           | -           | 7      | 1      |
| Totale Utrecht      | Totale Utrecht      | Totale Utrecht      | 60+4       | 19+2       |                 | 7               | 4               |                    | 2                  | 0                  |             | -           | -           | 73     | 25     |
| Totale carriera     | Totale carriera     | Totale carriera     | 410        | 90         |                 | 36              | 8               |                    | 55                 | 8                  |             | 3           | 1           | 504    | 107    |

## Palmarès

### Club

#### Competizioni nazionali
- Coppa dei Paesi Bassi: 2

Feyenoord: 2015-2016, 2017-2018
- Campionato olandese: 1

Feyenoord: 2016-2017
- Supercoppa dei Paesi Bassi: 2

Feyenoord: 2017, 2018